# كيكيما (بافيا)
كيكيما (بالإيطالية: Cecima)‏ هي بلدة تقع في مقاطعة بافيا بإقليم لومبارديا في شمال إيطاليا. تبلغ مساحة هذه المدينة 10.1 (كم²)، وترتفع عن سطح البحر م، بلغ عدد سكانها 262 نسمة في عام 2004 حسب إحصاء المعهد الوطني للإحصاء.

## السكان
في سنة 1861 بلغ عدد السكان 587 نسمة، وتطور العدد ليصل في سنة 2011 لـ 233 نسمة.
يظهر هذا المخطط البياني تطور النمو السكاني لـ كيكيما (بافيا)

## وصلات خارجية
- الموقع الرسمي